# Coupe du Liechtenstein de football 1960-1961
 (février 2023).
Si vous disposez d'ouvrages ou d'articles de référence ou si vous connaissez des sites web de qualité traitant du thème abordé ici, merci de compléter l'article en donnant les références utiles à sa vérifiabilité et en les liant à la section « Notes et références ».
Navigation
Édition précédente Édition suivante
La coupe du Liechtenstein 1960-1961 de football est la 16e édition de la Coupe nationale de football, la seule compétition nationale du pays en l'absence de championnat.
La finale est disputée à Vaduz, le 10 septembre 1961, entre le FC Vaduz et le FC Schaan.
Le FC Vaduz remporte le trophée en battant le FC Schaan. Il s'agit du 10e titre de l'histoire du club dans la compétition, le sixième consécutif.

## 1ertour
Le FC Balzers, le FC Schaan, le FC Triesen, le FC Vaduz et le FC Vaduz II sont exemptés de ce tour.
| Équipe 1          | Résultat | Équipe 2      |
| ----------------- | -------- | ------------- |
| FC Ruggell        | 0 - 1    | FC Triesen II |
| USV Eschen/Mauren | 2 - 5    | FC Schaan II  |

## 2etour
Le FC Vaduz est exempté de ce tour.
| Équipe 1     | Résultat | Équipe 2    |
| ------------ | -------- | ----------- |
| FC Schaan II | 0 - 2    | FC Triesen  |
| FC Triesen   | 0 - 7    | FC Vaduz II |
| FC Balzers   | 0 - 4    | FC Schaan   |

## Demi-finales
| Équipe 1  | Résultat | Équipe 2    |
| --------- | -------- | ----------- |
| FC Vaduz  | w/o      | FC Vaduz II |
| FC Schaan | 5 - 2    | FC Triesen  |

## 3eplace
| 10 septembre 1961 | FC Vaduz II | 6 - 2 | FC Triesen | Vaduz |  |
|                   |             |       |            |       |  |

## Finale
| 10 septembre 1961 | FC Vaduz | 3 - 0 | FC Schaan | Vaduz |  |
|                   |          |       |           |       |  |